# Gli amici degli amici hanno saputo
Pour plus de détails, voir Fiche technique et Distribution.
Gli amici degli amici hanno saputo est un poliziottesco italien réalisé par Fulvio Marcolin (de) et sorti en 1973.

## Synopsis
Vincenzino Cipolla s'installe avec sa sœur Annunziata à Turin, où il est immédiatement engagé par le mafioso Salvatore Camarrò. Quelques jours plus tard, il est témoin d'un meurtre mafieux et est donc obligé de se réfugier en France. 

## Fiche technique
- Titre original italien : Gli amici degli amici hanno saputo[1]
- Réalisateur : Fulvio Marcolin (de)
- Scénario : Rodolfo Sonego, Fulvio Marcolin (de), Giamberto Marcolin
- Photographie : Mario Vulpiani
- Montage : Carla Simoncelli (it)
- Musique : Egisto Macchi (it)
- Décors : Francesco Vanorio
- Costumes : Valeria Valenza
- Production : Giorgio Patara
- Société de production : Nexus Film
- Pays de production :  Italie
- Langue originale : italien
- Format : Couleurs - Son mono
- Durée : 105 minutes
- Genre : Poliziottesco
- Dates de sortie :
  - Italie : 8 février 1973

## Distribution
- Simonetta Stefanelli : Annunziata Cipolla
- Gino Milli (it) : Vincenzino Cipolla
- Pino Caruso : Salvatore Camarrò
- Pascale Petit : Renata
- Hélène Chanel : Suzette
- Patrizia Di Giovanni : secrétaire de Paternò
- Pierluigi D'Orazio : Gaetano
- Giovanni Tarricone : l'avocat Paternò